# Jean Pierre Delarge
Jean Pierre Delarge fue un abogado, profesor, editor y escritor francés de origen belga, nacido el 22 de enero de 1925 en Ixelles-Bruselas y fallecido el 14 de marzo de 2015 en París. Es autor de varios ensayos y del Diccionario de  artes plásticas aparecido en 2001, conocido también como El Delarge.

## Datos biográficos
Primeramente jurista, Jean-Pierre Delarge fue doctor en derecho graduado en 1949 y abogado ante la Corte de Justicia, de 1949 a 1956. Cofundador de la escuela de administración de Bruselas, donde enseñó derecho hasta 1961. En 1956, abandonó la profesión de abogado para dirigir una pequeña editorial de Bruselas vinculada a una gran librería, las Ediciones Universitarias, donde publicó Eugène Ionesco, Françoise Dolto y el Diccionario de historia universal, redactado íntegramente por Michel Mourre.
Confrontado a problemas de difusión y de distribución, Jean Pierre Delarge creó una sociedad de difusión y de distribución (Diffédit) que agrupó numerosas editoriales, de ciencias humanas principalmente. 
Responsable, a partir de 1974, de diferentes secciones en el Sindicato nacional de la edición, consultor de la Cámara de Comercio Internacional y de la Unesco (1981-1986), creó a instancias de Maurice Lévy  las ediciones de la Ciudad de las ciencias y de la industria del Parque de la Villette (1985-1990), y durante quince años fue cronista de La Gazette del Hotel Drouot, Jean-Pierre Delarge se consagró, a partir de 1990 y hasta su fallecimiento en 2015, a la redacción y a las actualizaciones en la red digital de su diccionario, El Delarge.